# Purga
Pour les articles homonymes, voir Purga (homonymie).
Purga est un village de la commune de Märjamaa du comté de Rapla en Estonie.